# John Peile

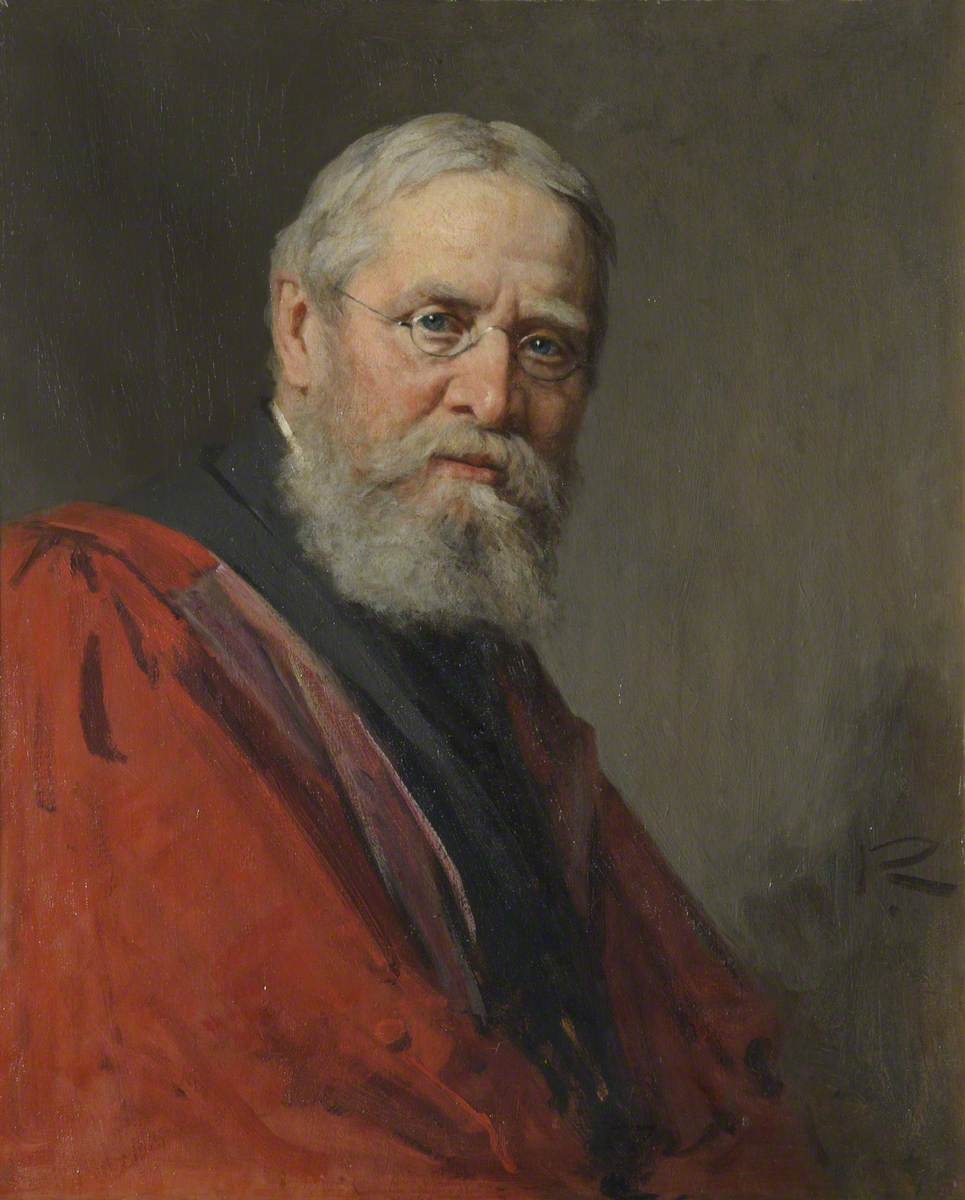
John Peile por George Reid

John Peile FBA (24 de abril de 1838 - 9 de octubre de 1910) fue un filólogo inglés . 

## Vida
Nació en Whitehaven, hijo del geólogo Williamson Peile, FGS, quien murió cuando su hijo tenía cinco años.
Fue educado en Repton (bajo la dirección de su tío, Thomas Williamson Peile, padre de Sir James Braithwaite Peile), en St. Bees School y en Christ's College, Cambridge. Tras una destacada carrera (becario Craven, Senior Classic y Primer Medallista del Canciller), se convirtió en miembro y tutor de su colegio, lector de Filología Comparada en la universidad (1884-1891), y en 1887 fue elegido maestro de Christ's College. Mostró un gran interés por la educación superior de las mujeres y se convirtió en presidente de Newnham College. Fue el primero en introducir las grandes obras filológicas de Georg Curtius y Wilhelm Corssen al estudiante inglés a través de su obra Introducción a la etimología griega y latina (1869). Falleció en Cambridge en octubre de 1910, dejando prácticamente completada su exhaustiva historia de Christ's College, que fue publicada en 1913. 
En 1866, se casó con Annette, hija de William Cripps Kitchener, y con ella tuvo, además de dos hijos que murieron en la infancia, dos hijos y una hija. 

## Publicaciones seleccionadas
- An Introduction to Greek and Latin Etymology (3rd & corrected edición). Macmillan and Company. 1875.
- Philology. Appleton. 1879.
- Christ's College. F. E. Robinson & Company. 1900.